# 114 v.Chr.
114 v.Chr. is een jaartal volgens de christelijke jaartelling.

## Gebeurtenissen

### Italië
- Gaius Porcius Cato en Manius Acilius Balbus zijn consul in het Imperium Romanum.

### Syrië
- Antiochus IX Cyzicenus huwt met Cleopatra IV, net gescheiden van Ptolemaeus IX Soter. Zij brengt als bruidsschat het overgelopen leger van zijn halfbroer en neef Antiochus VIII Grypos met zich mee. Hiermee begint een dynastieke strijd om de macht in het Seleucidenrijk, waar Egypte en de Hasmoneeën bij betrokken raken.
- Antiochus IX Cyzicenus (114 - 111 v.Chr.) weet in Antiochië, als koning de troon te bestijgen en bezet het zuiden van Syrië.

### Parthië
- Mithridates I de Grote verovert Dura Europos, deze Seleucidische vestingstad ligt op de Palmyreense handelsroute.

## Geboren
- Quintus Hortensius Hortalus (~114 v.Chr. - ~50 v.Chr.), Romeins consul en redenaar

## Overleden
- Zhang Qian (~195 v.Chr. - ~114 v.Chr.), Chinees ontdekkingsreiziger (81)